# Taft Mosswood (Kalifornija)
Taft Mosswood je naseljeno područje za statističke svrhe u američkoj saveznoj državi Kalifornija. Prema popisu stanovništva iz 2010. u njemu je živjelo 1.530 stanovnika.